# Юхытъёгарт
Юхытъёгарт (устар. Юхыт-Ёгарт) — река в России, протекает по территории Белоярского района Ханты-Мансийского автономного округа. Устье реки находится в 156 км по левому берегу реки Помут. Длина реки — 29 км.
- В 5 км от устья по правому берегу реки впадает река Хулынгсоим

## Данные водного реестра
По данным государственного водного реестра России относится к Нижнеобскому бассейновому округу, водохозяйственный участок реки — Обь от впадения Иртыша до впадения реки Северная Сосьва, речной подбассейн реки — бассейны притока Оби от Иртыша до впадения Северной Сосьвы. Речной бассейн реки — (Нижняя) Обь от впадения Иртыша.
Код объекта в государственном водном реестре — 15020100112115300020678.